# Antonio Ferrua
Antonio Ferrua (né le 31 mars 1901 à Trinità et mort le 25 mai 2003 à Rome) est un prêtre jésuite, archéologue et épigraphiste italien.

## Biographie
Antonio Ferrua est ordonné prêtre en 1930. En 1933, il est diplômé de l'Université de Turin en littérature classique avec une thèse sur les épigrammes de Damase, et en 1937, il obtient son diplôme en épigraphie chrétienne à l'Institut pontifical d'archéologie chrétienne.
En 1940, il est nommé par le pape Pie XII pour examiner la tombe de saint Pierre dans la nécropole du Vatican
Il devient ensuite professeur et recteur de l'Institut pontifical d'archéologie chrétienne, secrétaire de la Commission pontificale pour l'archéologie sacrée, conservateur de la Bibliothèque apostolique vaticane. Il est également membre de plusieurs institutions, dont l'Académie romaine pontificale d'archéologie, la société romaine de l'histoire nationale, l'Institut national d'études romain et l'Institut archéologique allemand.

## Publications
- La civilisation catholique
- Inscriptiones christianae Urbis Romae Septimo saeculo antiquiores, neuf volumes